# Барбети (Кјети)
Барбети (итал. Barbetti) је насеље у Италији у округу Кјети, региону Абруцо.
Према процени из 2011. у насељу је живело 12 становника. Насеље се налази на надморској висини од 95 м.